# Red Nacional de los Ferrocarriles Españoles
Red Nacional de los Ferrocarriles Españoles, abbreviata in Renfe, è stata una società pubblica che gestiva in regime di monopolio il trasporto ferroviario di passeggeri e merci in Spagna.
Renfe nacque per ripristinare la rete ferroviaria iberica, gravemente danneggiata dalla guerra civile spagnola.
Fondata il 24 gennaio 1941 a seguito della nazionalizzazione di diverse società ferroviarie spagnole, Renfe è stata messa in liquidazione il 31 dicembre 2004, cessando dunque le proprie attività il 1º gennaio 2005 e scindendosi in due distinte entità:
- Renfe Operadora, che si occupa di trasporto di persone e merci e di mantenimento e costruzione di materiale ferroviario, Attività svolte, peraltro, in regime di concorrenza con altri operatori.
- Administrador de Infraestructuras Ferroviarias, che si occupa di attività relative a costruzione, gestione e sfruttamento delle infrastrutture ferroviarie e che dietro corrispettivo di un canone consente l'utilizzo della rete ferroviaria alle imprese utilizzatrici.

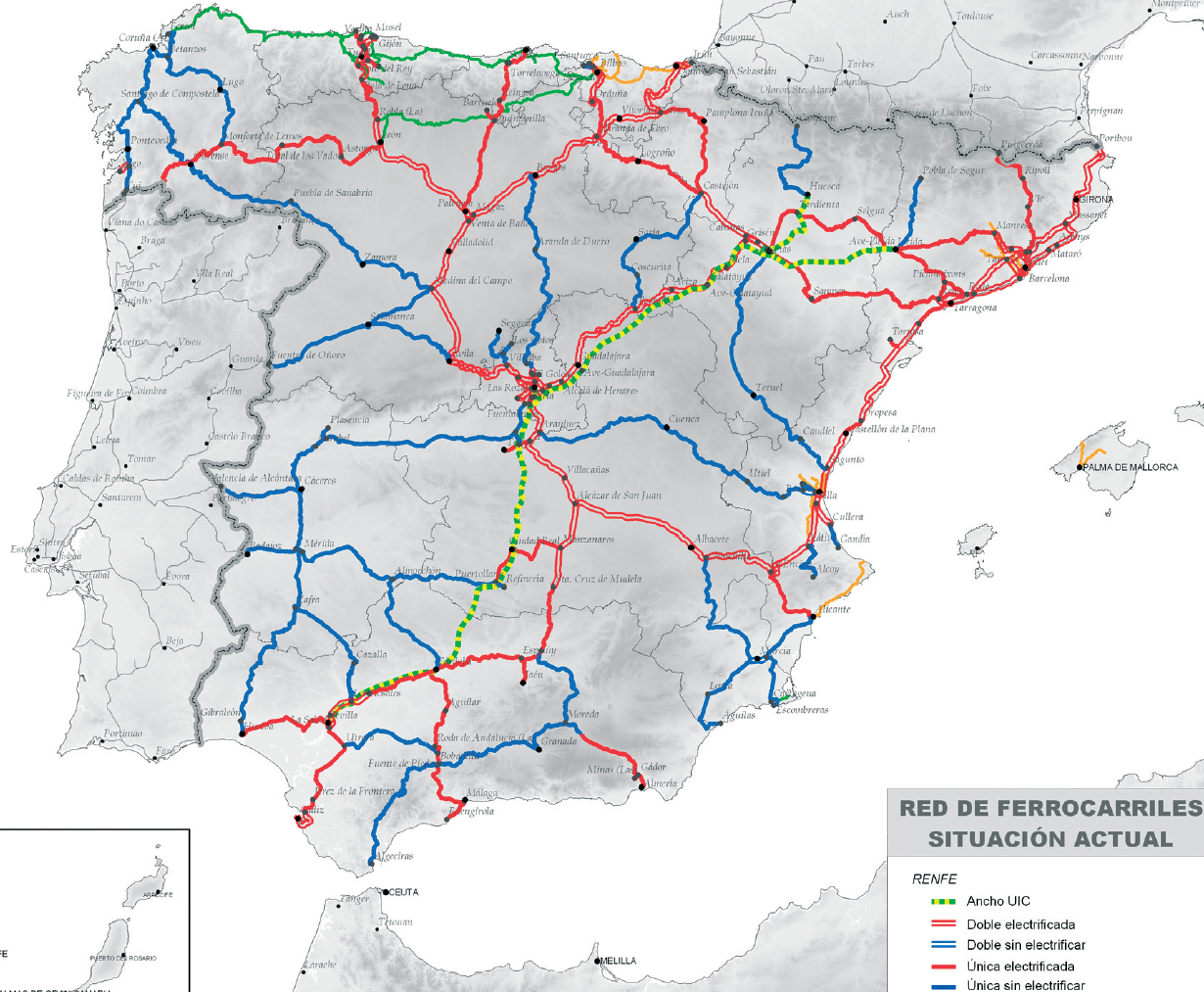
Rete ferroviaria spagnola al 31 dicembre 2004